# Европско првенство у кошарци 2022.
Европско првенство у кошарци 2022. (Евробаскет 2022) било је 41. по реду европско кошаркашко првенство за мушкарце које се одржало у Немачкој, Грузији, Чешкој и Италији. Од овог првенства па надаље, Евробаскет ће се одржавати на сваке четири године. Првобитно је планирано да се првенствено одржи између 2. и 19. септембра 2021, али је одложено због пандемије вируса корона и померено на термин од 1. до 18. септембра 2022.
Попут претходна два првенства и овогодишњи Евробаскет се играо у четири државе. Утакмице групне фазе одигравале су се у Немачкој, Грузији, Чешкој и Италији док се елиминациона фаза играла у Берлину, главном граду Немачке.
На првенству су играла чак тројица играча из идеалног тима НБА лиге: Лука Дончић (Словенија), Никола Јокић (Србија) и Јанис Адетокумбо (Грчка).
Шпанија је освојила титулу победивши Француску у финалу освојивши тако своју четврту титулу на последњих шест првенстава. Немачка је на домаћем терену освојила бронзану медаљу победивши репрезентацију Пољске.

## Домаћини
На Европским првенствима из 2015. и 2017. године, ФИБА Европа је отворила три могућности за организовање такмичења: да кандидат буде домаћин у групној фази, у елиминационој фази или да буде домаћин читавог турнира. На крају је одлучено да ће ова два турнира организовати четири државе. И на овом првенству ниједна кандидатура није подразумевала самостално одржавање Евробаскета тако да су по трећи пут четири државе биле домаћини турнира.
Ово су били званични кандидати за домаћинство Евробаскета 2022:
- Чешка (Праг)
- Естонија (Талин)
- Грузија (Тбилиси)
- Немачка (Келн, групна фаза; Берлин, елиминациона фаза)
- Мађарска (Будимпешта)
- Италија (Милано)
- Словенија (Љубљана)

Чешка, Грузија, Немачка и Италија изабране су као земље домаћини 15. јула 2019. године у Централном одбору у Минхену у Немачкој.

## Дворане
| Берлин              | БерлинКелнМиланоПрагТбилисиЕвропско првенство у кошарци 2022. на карти Европе | БерлинКелнМиланоПрагТбилисиЕвропско првенство у кошарци 2022. на карти Европе |
| Мерцедес-Бенц арена | БерлинКелнМиланоПрагТбилисиЕвропско првенство у кошарци 2022. на карти Европе | БерлинКелнМиланоПрагТбилисиЕвропско првенство у кошарци 2022. на карти Европе |
| Капацитет: 14.500   | БерлинКелнМиланоПрагТбилисиЕвропско првенство у кошарци 2022. на карти Европе | БерлинКелнМиланоПрагТбилисиЕвропско првенство у кошарци 2022. на карти Европе |
|                     | БерлинКелнМиланоПрагТбилисиЕвропско првенство у кошарци 2022. на карти Европе | БерлинКелнМиланоПрагТбилисиЕвропско првенство у кошарци 2022. на карти Европе |
| Келн                | БерлинКелнМиланоПрагТбилисиЕвропско првенство у кошарци 2022. на карти Европе | БерлинКелнМиланоПрагТбилисиЕвропско првенство у кошарци 2022. на карти Европе |
| Ланксес арена       | БерлинКелнМиланоПрагТбилисиЕвропско првенство у кошарци 2022. на карти Европе | БерлинКелнМиланоПрагТбилисиЕвропско првенство у кошарци 2022. на карти Европе |
| Капацитет: 19.500   | БерлинКелнМиланоПрагТбилисиЕвропско првенство у кошарци 2022. на карти Европе | БерлинКелнМиланоПрагТбилисиЕвропско првенство у кошарци 2022. на карти Европе |
|                     | БерлинКелнМиланоПрагТбилисиЕвропско првенство у кошарци 2022. на карти Европе | БерлинКелнМиланоПрагТбилисиЕвропско првенство у кошарци 2022. на карти Европе |
| Милано              | Праг                                                                          | Тбилиси                                                                       |
| Медиоланум форум    | О2 арена                                                                      | Арена Тбилиси                                                                 |
| Капацитет: 12.700   | Капацитет: 16.805                                                             | Капацитет: 10.000                                                             |
|                     |                                                                               |                                                                               |

## Квалификације
Квалификације су почеле у новембру 2017. године, а девет тимова је учествовало у претквалификацијама, укључујући пет елиминисаних тимова из квалификација за Светско првенство 2019. Домаћини турнира (Чешка, Грузија, Немачка и Италија) учествовали су у квалификацијама иако су се већ пласирали на Евробаскет 2022.
Извршни одбор ФИБА Европе одлучио је 20. маја 2022. године да репрезентација Русије буде избачена с турнира због почетка војне инвазије те земље на Украјину у фебруару исте године. Њу је заменила репрезентација Црне Горе.

### Квалификоване репрезентације
| Репрезентација      | Квалификована као      | Датум квалификације | Преглед учешћа на турнирима1, 2 |
| ------------------- | ---------------------- | ------------------- | --- |
| Чешка               | Домаћин                | 15. јул 2019.       | 5 (1999, 2007, 2013, 2015, 2017) |
| Грузија             | Домаћин                | 15. јул 2019.       | 4 (2011, 2013, 2015, 2017) |
| Немачка             | Домаћин                | 15. јул 2019.       | 24 (1951, 1953, 1955, 1957, 1961, 1965, 1971, 1981, 1983, 1985, 1987, 1993, 1995, 1997, 1999, 2001, 2003, 2005, 2007, 2009, 2011, 2013, 2015, 2017)                                                                                     |
| Италија             | Домаћин                | 15. јул 2019.       | 37 (1935, 1937, 1939, 1946, 1947, 1951, 1953, 1955, 1957, 1959, 1963, 1965, 1967, 1969, 1971, 1973, 1975, 1977, 1979, 1981, 1983, 1985, 1987, 1989, 1991, 1993, 1995, 1997, 1999, 2001, 2003, 2005, 2007, 2011, 2013, 2015, 2017)       |
| Хрватска            | Победник групе Д       | 29. новембар 2020.  | 13 (1993, 1995, 1997, 1999, 2001, 2003, 2005, 2007, 2009, 2011, 2013, 2015, 2017) |
| Грчка               | Другопласирани групе Х | 29. новембар 2020.  | 27 (1949, 1951, 1961, 1965, 1967, 1969, 1973, 1975, 1979, 1981, 1983, 1987, 1989, 1991, 1993, 1995, 1997, 1999, 2001, 2003, 2005, 2007, 2011, 2013, 2015, 2017)                                                                         |
| Босна и Херцеговина | Победник групе Х       | 29. новембар 2020.  | 9 (1993, 1997, 1999, 2001, 2003, 2005, 2011, 2013, 2015) |
| Израел              | Победник групе А       | 30. новембар 2020.  | 29 (1953, 1959, 1961, 1963, 1965, 1967, 1969, 1971, 1973, 1975, 1977, 1979, 1981, 1983, 1985, 1987, 1993, 1995, 1997, 1999, 2001, 2003, 2005, 2007, 2009, 2011, 2013, 2015, 2017)                                                       |
| Словенија           | Другопласирани групе Ф | 30. новембар 2020.  | 13 (1993, 1995, 1997, 1999, 2001, 2003, 2005, 2007, 2009, 2011, 2013, 2015, 2017) |
| Украјина            | Победник групе Ф       | 30. новембар 2020.  | 8 (1997, 2001, 2003, 2005, 2011, 2013, 2015, 2017) |
| Шпанија             | Другопласирани групе А | 30. новембар 2020.  | 31 (1935, 1959, 1961, 1963, 1965, 1967, 1969, 1971, 1973, 1975, 1977, 1979, 1981, 1983, 1985, 1987, 1989, 1991, 1993, 1995, 1997, 1999, 2001, 2003, 2005, 2007, 2009, 2011, 2013, 2015, 2017)                                           |
| Србија              | Победник групе Е       | 19. фебруар 2021.   | 12 (19953, 19973, 19993, 20013, 20033, 20053, 2007, 2009, 2011, 2013, 2015, 2017) |
| Финска              | Трећепласирани групе Е | 19. фебруар 2021.   | 16 (1939, 1951, 1953, 1955, 1957, 1959, 1961, 1963, 1965, 1967, 1977, 1995, 2011, 2013, 2015, 2017) |
| Пољска              | Трећепласирани групе А | 19. фебруар 2021.   | 28 (1937, 1939, 1946, 1947, 1955, 1957, 1959, 1961, 1963, 1965, 1967, 1969, 1971, 1973, 1975, 1979, 1981, 1983, 1985, 1987, 1991, 1997, 2007, 2009, 2011, 2013, 2015, 2017)                                                             |
| Мађарска            | Трећепласирани групе Ф | 19. фебруар 2021.   | 15 (1935, 1939, 1946, 1947, 1953, 1955, 1957, 1959, 1961, 1963, 1965, 1967, 1969, 1999, 2017) |
| Белгија             | Победник групе Ц       | 20. фебруар 2021.   | 17 (1935, 1946, 1947, 1951, 1953, 1957, 1959, 1961, 1963, 1967, 1977, 1979, 1993, 2011, 2013, 2015, 2017) |
| Холандија           | Другопласирани групе Д | 20. фебруар 2021.   | 15 (1946, 1947, 1949, 1951, 1961, 1963, 1967, 1975, 1977, 1979, 1983, 1985, 1987, 1989, 2015) |
| Турска              | Трећепласирани групе Д | 20. фебруар 2021.   | 24 (1949, 1951, 1955, 1957, 1959, 1961, 1963, 1971, 1973, 1975, 1981, 1993, 1995, 1997, 1999, 2001, 2003, 2005, 2007, 2011, 2013, 2015, 2017)                                                                                           |
| Бугарска            | Трећепласирани групе Х | 20. фебруар 2021.   | 24 (1935, 1947, 1951, 1953, 1955, 1957, 1959, 1961, 1963, 1965, 1967, 1969, 1971, 1973, 1975, 1977, 1979, 1985, 1989, 1991, 1993, 2005, 2009, 2011)                                                                                     |
| Француска           | Победник групе Г       | 20. фебруар 2021.   | 38 (1935, 1937, 1939, 1946, 1947, 1949, 1951, 1953, 1955, 1957, 1959, 1961, 1963, 1965, 1967, 1971, 1973, 1977, 1979, 1981, 1983, 1985, 1987, 1989, 1991, 1993, 1995, 1997, 1999, 2001, 2003, 2005, 2007, 2009, 2011, 2013, 2015, 2017) |
| Велика Британија    | Другопласирани групе Г | 20. фебруар 2021.   | 4 (2009, 2011, 2013, 2017) |
| Естонија            | Трећепласирани групе Б | 22. фебруар 2021.   | 5 (1937, 1939, 1993, 2001, 2015) |
| Литванија           | Другопласирани групе Ц | 22. фебруар 2021.   | 14 (1937, 1939, 1995, 1997, 1999, 2001, 2003, 2005, 2007, 2009, 2011, 2013, 2015, 2017) |
| Црна Гора4          | Замена                 | 20. мај 2022.       | 3 (2011, 2013, 2017) |

 Напомене:
1 Подебљана година означава првака те године.
2 Коса година означава домаћина те године.
3 Србија се такмичила као СР Југославија, односно као Србија и Црна Гора.
4 Црна Гора се квалификовала на турнир као замена за Русију која је искључена с такмичења због почетка инвазије Русије на Украјину у фебруару 2022.

## Жреб
Сваки од домаћина добио је право да у договору с партнерским националним савезом одабере једну репрезентацију с којом ће се такмичити у групи. Одабране репрезентације аутоматски су смештене у исту групу у којој је репрезентација партнера.
| Домаћин | Одабир    | Датум          |
| ------- | --------- | -------------- |
| Чешка   | Пољска    | 19. март 2021. |
| Немачка | Литванија | 19. март 2021. |
| Грузија | Турска    | 7. април 2021. |
| Италија | Естонија  | 7. април 2021. |

Двадесет и четири квалификоване репрезентације су расподељене у шест шешира на основу њихових места на ФИБА светској ранг-листи. Састави шешира су били следећи:
| Први шешир                                           | Други шешир                                            | Трећи шешир                                                | Четврти шешир                                             | Пети шешир                                                             | Шести шешир                                                               |
| ---------------------------------------------------- | ------------------------------------------------------ | ---------------------------------------------------------- | --------------------------------------------------------- | ---------------------------------------------------------------------- | ------------------------------------------------------------------------- |
| Шпанија (2) · Србија (5) · Грчка (6) · Француска (7) | Литванија (8) · Русија (9) · Италија (10) · Чешка (12) | Пољска (13) · Хрватска (14) · Турска (15) · Словенија (16) | Немачка (17) · Украјина (28) · Финска (32) · Грузија (36) | Белгија (37) · Мађарска (38) · Израел (39) · Уједињено Краљевство (41) | Босна и Херцеговина (43) · Холандија (44) · Естонија (47) · Бугарска (49) |

Жреб је одржан 29. априла 2021. године у Берлину у Немачкој. Извучене су следеће групе:
| Група A                                                            | Група Б                                                                      | Група Ц                                                                 | Група Д                                               |
| ------------------------------------------------------------------ | ---------------------------------------------------------------------------- | ----------------------------------------------------------------------- | ----------------------------------------------------- |
| Шпанија · Русија Црна Гора · Турска · Грузија · Белгија · Бугарска | Француска · Литванија · Словенија · Немачка · Мађарска · Босна и Херцеговина | Грчка · Италија · Хрватска · Украјина · Уједињено Краљевство · Естонија | Србија · Чешка · Пољска · Финска · Израел · Холандија |

Русија је годину дана после одржаног жреба дисквалификована с турнира. Уместо Русије на првенству наступа репрезентација Црне Горе.

## Судије
Укупно је 44 арбитра изабрано да суди на турниру.
- Герт Јакобс
- Адемир Зураповић
- Мартин Хорозов
- Венцислав Великов
- Мартин Вулић
- Илијас Кунелес
- Ивор Матјејек
- Михкел Менисте
- Александар Деман
- Никола Маетр
- Јохан Росо
- Карстен Штраубе
- Јоргос Пурсанидис
- Петер Пракш
- Ерез Гурион
- Бенијамино Атард
- Лоренцо Балдини
- Саверио Ланцарини
- Мануел Мацони (суспендован после утакмице Литванија—Немачка)[13][14]
- Андрис Аункрогерс
- Мартинш Козловскис
- Оскарс Луцис
- Гатис Салинш
- Гвидас Гедвилас
- Гинтарас Мачијулис
- Здравко Рутешић
- Радомир Војиновић
- Игор Митровски
- Војћех Лишка (суспендован после утакмице Литванија—Немачка)[13][14]
- Михал Проц (суспендован после утакмице Литванија—Немачка)[13][14]
- Даријуш Заполски
- Пауло Маркес
- Маријус Чулин
- Ђизела Ђорђи
- Александар Глишић
- Зденко Томашович
- Борис Крејић
- Фернандо Калатрава
- Луис Кастиљо
- Антонио Конде
- Керем Баки
- Јенер Јилмаз
- Зафер Јилмаз
- Серхиј Зашчук

## Групна фаза
- Сатница је по средњоевропском летњем времену (UTC+2).

### Група А (Тбилиси)
| Поз. | Табела групе А | ОУ | П | ПО | КД  | КП  | КР  | Бод |
| ---- | -------------- | -- | - | -- | --- | --- | --- | --- |
| 1.   | Шпанија        | 5  | 4 | 1  | 431 | 368 | +63 | 9   |
| 2.   | Турска         | 5  | 3 | 2  | 403 | 378 | +25 | 8   |
| 3.   | Црна Гора      | 5  | 3 | 2  | 381 | 378 | +3  | 8   |
| 4.   | Белгија        | 5  | 3 | 2  | 384 | 383 | +1  | 8   |
| 5.   | Бугарска       | 5  | 1 | 4  | 427 | 475 | -48 | 6   |
| 6.   | Грузија        | 5  | 1 | 4  | 381 | 425 | -44 | 6   |

| 1. септембар 2022. 13.30 | Извештај | Шпанија                                                            | 114 : 87 | Бугарска                       | Арена Тбилиси, Тбилиси Гледаоци: 500 Судије: Ерез Гурион, Мартин Вулић, Бенијамино Атард |  |
| 1. септембар 2022. 13.30 | Извештај | Четвртине: 28:17, 29:18, 32:31, 25:21                              |          |                                | Арена Тбилиси, Тбилиси Гледаоци: 500 Судије: Ерез Гурион, Мартин Вулић, Бенијамино Атард |  |
| 1. септембар 2022. 13.30 | Извештај | Поени: Браун 17 Скокови: Гаруба, Ернангомез 7 Асистенције: Браун 5 |          | Везенков 26 Везенков 11 Бост 7 | Арена Тбилиси, Тбилиси Гледаоци: 500 Судије: Ерез Гурион, Мартин Вулић, Бенијамино Атард |  |

| 1. септембар 2022. 16.15 | Извештај | Турска                                                   | 72 : 68 | Црна Гора                      | Арена Тбилиси, Тбилиси Гледаоци: 1.500 Судије: Саверио Ланцарини, Оскарс Луцис, Гатис Салинш |  |
| 1. септембар 2022. 16.15 | Извештај | Четвртине: 14:18, 27:13, 12:20, 19:17                    |         |                                | Арена Тбилиси, Тбилиси Гледаоци: 1.500 Судије: Саверио Ланцарини, Оскарс Луцис, Гатис Салинш |  |
| 1. септембар 2022. 16.15 | Извештај | Поени: Ларкин 18 Скокови: Шенгун 6 Асистенције: Ларкин 7 |         | Дубљевић 18 Симоновић 7 Пери 9 | Арена Тбилиси, Тбилиси Гледаоци: 1.500 Судије: Саверио Ланцарини, Оскарс Луцис, Гатис Салинш |  |

| 1. септембар 2022. 19.00 | Извештај | Белгија                                              | 79 : 76 | Грузија                                      | Арена Тбилиси, Тбилиси Гледаоци: 6.000 Судије: Александар Глишић, Даријуш Заполски, Серхиј Зашчук |  |
| 1. септембар 2022. 19.00 | Извештај | Четвртине: 16:11, 22:21, 20:19, 12:19, 9:6           |         |                                              | Арена Тбилиси, Тбилиси Гледаоци: 6.000 Судије: Александар Глишић, Даријуш Заполски, Серхиј Зашчук |  |
| 1. септембар 2022. 19.00 | Извештај | Поени: Мвема 14 Скокови: Бако 6 Асистенције: Леком 5 |         | Мамукелашвили 18 Мамукелашвили 13 Макфаден 6 | Арена Тбилиси, Тбилиси Гледаоци: 6.000 Судије: Александар Глишић, Даријуш Заполски, Серхиј Зашчук |  |

| 3. септембар 2022. 13.30 | Извештај | Црна Гора                                                   | 76 : 70 | Белгија                       | Арена Тбилиси, Тбилиси Гледаоци: 1.000 Судије: Оскарс Луцис, Серхиј Зашчук, Бенијамино Атард |  |
| 3. септембар 2022. 13.30 | Извештај | Четвртине: 17:14, 20:18, 31:18, 8:20                        |         |                               | Арена Тбилиси, Тбилиси Гледаоци: 1.000 Судије: Оскарс Луцис, Серхиј Зашчук, Бенијамино Атард |  |
| 3. септембар 2022. 13.30 | Извештај | Поени: Дубљевић 21 Скокови: Дубљевић 11 Асистенције: Пери 5 |         | Обасохан 25 Ванвајн 7 Мвема 3 | Арена Тбилиси, Тбилиси Гледаоци: 1.000 Судије: Оскарс Луцис, Серхиј Зашчук, Бенијамино Атард |  |

| 3. септембар 2022. 16.15 | Извештај | Бугарска                                                     | 87 : 101 | Турска                     | Арена Тбилиси, Тбилиси Гледаоци: 1.600 Судије: Александар Глишић, Зденко Томашович, Михкел Менисте |  |
| 3. септембар 2022. 16.15 | Извештај | Четвртине: 29:31, 23:19, 19:25, 16:26                        |          |                            | Арена Тбилиси, Тбилиси Гледаоци: 1.600 Судије: Александар Глишић, Зденко Томашович, Михкел Менисте |  |
| 3. септембар 2022. 16.15 | Извештај | Поени: Везенков 28 Скокови: Везенков 15 Асистенције: Бост 13 |          | Осман 25 Шенгун 9 Ларкин 9 | Арена Тбилиси, Тбилиси Гледаоци: 1.600 Судије: Александар Глишић, Зденко Томашович, Михкел Менисте |  |

| 3. септембар 2022. 19.00 | Извештај | Грузија                                                                        | 64 : 90 | Шпанија                            | Арена Тбилиси, Тбилиси Гледаоци: 7.500 Судије: Саверио Ланцарини, Даријуш Заполски, Гатис Салинш |  |
| 3. септембар 2022. 19.00 | Извештај | Четвртине: 16:18, 15:22, 16:31, 17:19                                          |         |                                    | Арена Тбилиси, Тбилиси Гледаоци: 7.500 Судије: Саверио Ланцарини, Даријуш Заполски, Гатис Салинш |  |
| 3. септембар 2022. 19.00 | Извештај | Поени: Андроникашвили 13 Скокови: Мамукелашвили 9 Асистенције: Мамукелашвили 3 |         | Ернангомез 14 Ернангомез 7 Браун 5 | Арена Тбилиси, Тбилиси Гледаоци: 7.500 Судије: Саверио Ланцарини, Даријуш Заполски, Гатис Салинш |  |

| 4. септембар 2022. 13.30 | Извештај | Бугарска                                                         | 81 : 91 | Црна Гора                             | Арена Тбилиси, Тбилиси Гледаоци: 650 Судије: Оскарс Луцис, Зденко Томашович, Јосип Јурчевић |  |
| 4. септембар 2022. 13.30 | Извештај | Четвртине: 21:21, 25:24, 12:22, 23:24                            |         |                                       | Арена Тбилиси, Тбилиси Гледаоци: 650 Судије: Оскарс Луцис, Зденко Томашович, Јосип Јурчевић |  |
| 4. септембар 2022. 13.30 | Извештај | Поени: Везенков 26 Скокови: Везенков 8 Асистенције: Карамфилов 7 |         | Михаиловић 23 Дубљевић 9 Михаиловић 5 | Арена Тбилиси, Тбилиси Гледаоци: 650 Судије: Оскарс Луцис, Зденко Томашович, Јосип Јурчевић |  |

| 4. септембар 2022. 16.15 | Извештај | Шпанија                                                   | 73 : 83 | Белгија                     | Арена Тбилиси, Тбилиси Гледаоци: 1.600 Судије: Саверио Ланцарини, Даријуш Заполски, Ерез Гурион |  |
| 4. септембар 2022. 16.15 | Извештај | Четвртине: 11:15, 22:17, 21:25, 19:26                     |         |                             | Арена Тбилиси, Тбилиси Гледаоци: 1.600 Судије: Саверио Ланцарини, Даријуш Заполски, Ерез Гурион |  |
| 4. септембар 2022. 16.15 | Извештај | Поени: Ернангомез 18 Скокови: Пара 4 Асистенције: Браун 8 |         | Лекомте 20 Бако 9 Лекомте 4 | Арена Тбилиси, Тбилиси Гледаоци: 1.600 Судије: Саверио Ланцарини, Даријуш Заполски, Ерез Гурион |  |

| 4. септембар 2022. 19.00 | Извештај | Турска                                                   | 83 : 88 | Грузија                                      | Арена Тбилиси, Тбилиси Гледаоци: 7.100 Судије: Александар Глишић, Гатис Салинш, Серхиј Зашчук |  |
| 4. септембар 2022. 19.00 | Извештај | Четвртине: 25:19, 8:17, 16:17, 19:15, 15:20              |         |                                              | Арена Тбилиси, Тбилиси Гледаоци: 7.100 Судије: Александар Глишић, Гатис Салинш, Серхиј Зашчук |  |
| 4. септембар 2022. 19.00 | Извештај | Поени: Шенгун 21 Скокови: Шенгун 9 Асистенције: Ларкин 7 |         | Мамукелашвили 20 Мамукелашвили 12 Макфаден 6 | Арена Тбилиси, Тбилиси Гледаоци: 7.100 Судије: Александар Глишић, Гатис Салинш, Серхиј Зашчук |  |

| 6. септембар 2022. 13.30 | Извештај | Белгија                                                       | 63 : 78 | Турска                      | Арена Тбилиси, Тбилиси Гледаоци: 1.900 Судије: Саверио Ланцарини, Даријуш Заполски, Бенијамино Атард |  |
| 6. септембар 2022. 13.30 | Извештај | Четвртине: 6:20, 24:17, 17:22, 16:19                          |         |                             | Арена Тбилиси, Тбилиси Гледаоци: 1.900 Судије: Саверио Ланцарини, Даријуш Заполски, Бенијамино Атард |  |
| 6. септембар 2022. 13.30 | Извештај | Поени: Братановић 15 Скокови: Де Зев 6 Асистенције: Лекомте 4 |         | Шенгун 24 Шенгун 8 Шенгун 6 | Арена Тбилиси, Тбилиси Гледаоци: 1.900 Судије: Саверио Ланцарини, Даријуш Заполски, Бенијамино Атард |  |

| 6. септембар 2022. 16.15 | Извештај | Црна Гора                                                    | 65 : 82 | Шпанија                           | Арена Тбилиси, Тбилиси Гледаоци: 2.800 Судије: Оскарс Луцис, Серхиј Зашчук, Гатис Салинш |  |
| 6. септембар 2022. 16.15 | Извештај | Четвртине: 17:27, 14:26, 17:14, 17:15                        |         |                                   | Арена Тбилиси, Тбилиси Гледаоци: 2.800 Судије: Оскарс Луцис, Серхиј Зашчук, Гатис Салинш |  |
| 6. септембар 2022. 16.15 | Извештај | Поени: Михаиловић 18 Скокови: Радончић 7 Асистенције: Пери 9 |         | Бризуела 18 Ернангомез 13 Браун 7 | Арена Тбилиси, Тбилиси Гледаоци: 2.800 Судије: Оскарс Луцис, Серхиј Зашчук, Гатис Салинш |  |

| 6. септембар 2022. 19.00 | Извештај | Грузија                                                                  | 80 : 92 | Бугарска                    | Арена Тбилиси, Тбилиси Гледаоци: 8.000 Судије: Ерез Гурион, Мартин Вулић, Микел Монисте |  |
| 6. септембар 2022. 19.00 | Извештај | Четвртине: 18:14, 20:25, 19:27, 23:26                                    |         |                             | Арена Тбилиси, Тбилиси Гледаоци: 8.000 Судије: Ерез Гурион, Мартин Вулић, Микел Монисте |  |
| 6. септембар 2022. 19.00 | Извештај | Поени: Битадзе 21 Скокови: Мамукелашвили 11 Асистенције: Мамукелашвили 6 |         | Бост 33 Везенков 14 Бост 12 | Арена Тбилиси, Тбилиси Гледаоци: 8.000 Судије: Ерез Гурион, Мартин Вулић, Микел Монисте |  |

| 7. септембар 2022. 13.30 | Извештај | Турска                                                   | 69 : 72 | Шпанија                            | Арена Тбилиси, Тбилиси Гледаоци: 2.300 Судије: Оскарс Луцис, Мартин Вулић, Бенијамино Атард |  |
| 7. септембар 2022. 13.30 | Извештај | Четвртине: 18:17, 16:21, 16:28, 19:16                    |         |                                    | Арена Тбилиси, Тбилиси Гледаоци: 2.300 Судије: Оскарс Луцис, Мартин Вулић, Бенијамино Атард |  |
| 7. септембар 2022. 13.30 | Извештај | Поени: Осман 20 Скокови: Шенгун 12 Асистенције: Ларкин 6 |         | Ернангомез 15 Ернангомез 7 Браун 7 | Арена Тбилиси, Тбилиси Гледаоци: 2.300 Судије: Оскарс Луцис, Мартин Вулић, Бенијамино Атард |  |

| 7. септембар 2022. 16.15 | Извештај | Бугарска                                                    | 80 : 89 | Белгија                       | Арена Тбилиси, Тбилиси Гледаоци: 5.309 Судије: Ерез Гурион, Зденко Томашович, Микел Монисте |  |
| 7. септембар 2022. 16.15 | Извештај | Четвртине: 19:20, 11:21, 30:25, 20:23                       |         |                               | Арена Тбилиси, Тбилиси Гледаоци: 5.309 Судије: Ерез Гурион, Зденко Томашович, Микел Монисте |  |
| 7. септембар 2022. 16.15 | Извештај | Поени: Везенков 26 Скокови: Везенков 13 Асистенције: Бост 4 |         | Обасохан 25 Обасохан 7 Табу 6 | Арена Тбилиси, Тбилиси Гледаоци: 5.309 Судије: Ерез Гурион, Зденко Томашович, Микел Монисте |  |

| 7. септембар 2022. 19.00 | Извештај | Грузија                                                              | 73 : 81 | Црна Гора                    | Арена Тбилиси, Тбилиси Гледаоци: 8.100 Судије: Саверио Ланцарини, Даријуш Заполски, Серхиј Зашчук |  |
| 7. септембар 2022. 19.00 | Извештај | Четвртине: 19:21, 16:20, 17:17, 21:23                                |         |                              | Арена Тбилиси, Тбилиси Гледаоци: 8.100 Судије: Саверио Ланцарини, Даријуш Заполски, Серхиј Зашчук |  |
| 7. септембар 2022. 19.00 | Извештај | Поени: Макфаден 16 Скокови: Мамукелашвили 10 Асистенције: Макфаден 4 |         | Дробњак 22 Радовић 11 Пери 9 | Арена Тбилиси, Тбилиси Гледаоци: 8.100 Судије: Саверио Ланцарини, Даријуш Заполски, Серхиј Зашчук |  |

### Група Б (Келн)
| Поз. | Табела групе Б      | ОУ | П | ПО | КД  | КП  | КР  | Бод |
| ---- | ------------------- | -- | - | -- | --- | --- | --- | --- |
| 1.   | Словенија           | 5  | 4 | 1  | 464 | 432 | +32 | 9   |
| 2.   | Немачка             | 5  | 4 | 1  | 463 | 411 | +52 | 9   |
| 3.   | Француска           | 5  | 3 | 2  | 381 | 379 | +2  | 8   |
| 4.   | Литванија           | 5  | 2 | 3  | 439 | 412 | +27 | 7   |
| 5.   | Босна и Херцеговина | 5  | 2 | 3  | 412 | 438 | -26 | 7   |
| 6.   | Мађарска            | 5  | 0 | 5  | 382 | 469 | -87 | 5   |

| 1. септембар 2022. 14.30 | Извештај | Босна и Херцеговина                                             | 95 : 85 | Мађарска                 | Ланксес арена, Келн Гледаоци: 14.401 Судије: Маријус Чулин, Игор Митровски, Ивор Матјејек |  |
| 1. септембар 2022. 14.30 | Извештај | Четвртине: 17:23, 28:23, 28:17, 22:22                           |         |                          | Ланксес арена, Келн Гледаоци: 14.401 Судије: Маријус Чулин, Игор Митровски, Ивор Матјејек |  |
| 1. септембар 2022. 14.30 | Извештај | Поени: Муса, Нуркић 19 Скокови: Халиловић 9 Асистенције: Муса 6 |         | Бенке 20 Ханга 7 Бенке 6 | Ланксес арена, Келн Гледаоци: 14.401 Судије: Маријус Чулин, Игор Митровски, Ивор Матјејек |  |

| 1. септембар 2022. 17.15 | Извештај | Словенија                                             | 92 : 85 | Литванија                                   | Ланксес арена, Келн Гледаоци: 14.465 Судије: Мануел Мацони, Мартинш Козловскис, Војћех Лишка |  |
| 1. септембар 2022. 17.15 | Извештај | Четвртине: 27:27, 24:21, 18:19, 23:18                 |         |                                             | Ланксес арена, Келн Гледаоци: 14.465 Судије: Мануел Мацони, Мартинш Козловскис, Војћех Лишка |  |
| 1. септембар 2022. 17.15 | Извештај | Поени: Тоби 24 Скокови: Тоби 8 Асистенције: Дончић 10 |         | Кузминскас 19 Валанчијунас 12 Лекавичијус 5 | Ланксес арена, Келн Гледаоци: 14.465 Судије: Мануел Мацони, Мартинш Козловскис, Војћех Лишка |  |

| 1. септембар 2022. 20.30 | Извештај | Француска                                                 | 63 : 76 | Немачка                 | Ланксес арена, Келн Гледаоци: 18.017 Судије: Јоргос Пурсанидис, Лоренцо Балдини, Михал Проц |  |
| 1. септембар 2022. 20.30 | Извештај | Четвртине: 13:17, 18:21, 12:19, 20:19                     |         |                         | Ланксес арена, Келн Гледаоци: 18.017 Судије: Јоргос Пурсанидис, Лоренцо Балдини, Михал Проц |  |
| 1. септембар 2022. 20.30 | Извештај | Поени: Јабуселе 18 Скокови: Гобер 12 Асистенције: Ертел 8 |         | Тиман 14 Фојтман 6 Ло 5 | Ланксес арена, Келн Гледаоци: 18.017 Судије: Јоргос Пурсанидис, Лоренцо Балдини, Михал Проц |  |

| 3. септембар 2022. 14.30 | Извештај | Немачка                                                | 92 : 82 | Босна и Херцеговина         | Ланксес арена, Келн Гледаоци: 18.017 Судије: Војћех Лишка, Лоренцо Балдини, Маријус Чулин |  |
| 3. септембар 2022. 14.30 | Извештај | Четвртине: 18:20, 24:27, 28:11, 22:24                  |         |                             | Ланксес арена, Келн Гледаоци: 18.017 Судије: Војћех Лишка, Лоренцо Балдини, Маријус Чулин |  |
| 3. септембар 2022. 14.30 | Извештај | Поени: Вагнер 18 Скокови: Тајс 6 Асистенције: Шредер 9 |         | Муса 30 Нуркић 7 Роберсон 4 | Ланксес арена, Келн Гледаоци: 18.017 Судије: Војћех Лишка, Лоренцо Балдини, Маријус Чулин |  |

| 3. септембар 2022. 17.45 | Извештај | Литванија                                                           | 73 : 77 | Француска                      | Ланксес арена, Келн Гледаоци: 18.017 Судије: Мануел Мацони, Михал Проц, Мартинш Козловскис |  |
| 3. септембар 2022. 17.45 | Извештај | Четвртине: 25:23, 16:17, 15:10, 17:27                               |         |                                | Ланксес арена, Келн Гледаоци: 18.017 Судије: Мануел Мацони, Михал Проц, Мартинш Козловскис |  |
| 3. септембар 2022. 17.45 | Извештај | Поени: Валанчијунас 15 Скокови: Сабонис 9 Асистенције: Јокубаитис 5 |         | Фурније 27 Јабуселе 5 Албиси 4 | Ланксес арена, Келн Гледаоци: 18.017 Судије: Мануел Мацони, Михал Проц, Мартинш Козловскис |  |

| 3. септембар 2022. 20.30 | Извештај | Мађарска                                                    | 88 : 103 | Словенија                   | Ланксес арена, Келн Гледаоци: 18.017 Судије: Јоргос Пурсанидис, Андрис Аункрогерс, Илијас Кунелес |  |
| 3. септембар 2022. 20.30 | Извештај | Четвртине: 16:29, 17:25, 27:34, 28:15                       |          |                             | Ланксес арена, Келн Гледаоци: 18.017 Судије: Јоргос Пурсанидис, Андрис Аункрогерс, Илијас Кунелес |  |
| 3. септембар 2022. 20.30 | Извештај | Поени: Перл 18 Скокови: Хопкинс, Перл 7 Асистенције: Перл 6 |          | Дончић 20 Дончић 7 Дончић 7 | Ланксес арена, Келн Гледаоци: 18.017 Судије: Јоргос Пурсанидис, Андрис Аункрогерс, Илијас Кунелес |  |

| 4. септембар 2022. 14.30 | Извештај | Литванија                                                                   | 107 : 109 | Немачка                     | Ланксес арена, Келн Гледаоци: 18.017 Судије: Мануел Мацони, Војћех Лишка, Михал Проц |  |
| 4. септембар 2022. 14.30 | Извештај | Четвртине: 19:19, 22:27, 24:20, 24:23, 18:20                                |           |                             | Ланксес арена, Келн Гледаоци: 18.017 Судије: Мануел Мацони, Војћех Лишка, Михал Проц |  |
| 4. септембар 2022. 14.30 | Извештај | Поени: Валанчијунас 34 Скокови: Валанчијунас 14 Асистенције: Валанчијунас 5 |           | Вагнер 32 Вагнер 8 Шредер 8 | Ланксес арена, Келн Гледаоци: 18.017 Судије: Мануел Мацони, Војћех Лишка, Михал Проц |  |

| 4. септембар 2022. 17.45 | Извештај | Словенија                                                | 93 : 97 | Босна и Херцеговина             | Ланксес арена, Келн Гледаоци: 15.718 Судије: Лоренцо Балдини, Мартинш Козловскис, Игор Митровски |  |
| 4. септембар 2022. 17.45 | Извештај | Четвртине: 32:26, 20:23, 21:23, 20:25                    |         |                                 | Ланксес арена, Келн Гледаоци: 15.718 Судије: Лоренцо Балдини, Мартинш Козловскис, Игор Митровски |  |
| 4. септембар 2022. 17.45 | Извештај | Поени: Чанчар 22 Скокови: Дончић 8 Асистенције: Дончић 8 |         | Роберсон 23 Халиловић 10 Муса 5 | Ланксес арена, Келн Гледаоци: 15.718 Судије: Лоренцо Балдини, Мартинш Козловскис, Игор Митровски |  |

| 4. септембар 2022. 20.30 | Извештај | Француска                                                | 78 : 74 | Мађарска                   | Ланксес арена, Келн Гледаоци: 15.724 Судије: Маријус Чулин, Андрис Аункрогерс, Ивор Матјејек |  |
| 4. септембар 2022. 20.30 | Извештај | Четвртине: 21:17, 21:22, 25:14, 11:21                    |         |                            | Ланксес арена, Келн Гледаоци: 15.724 Судије: Маријус Чулин, Андрис Аункрогерс, Ивор Матјејек |  |
| 4. септембар 2022. 20.30 | Извештај | Поени: Јабуселе 17 Скокови: Гобер 9 Асистенције: Ертел 7 |         | Ханга 18 Варади 4 Варади 4 | Ланксес арена, Келн Гледаоци: 15.724 Судије: Маријус Чулин, Андрис Аункрогерс, Ивор Матјејек |  |

| 6. септембар 2022. 14.30 | Извештај | Босна и Херцеговина                                        | 68 : 81 | Француска                    | Ланксес арена, Келн Гледаоци: 11.957 Судије: Маријус Чулин, Јоргос Пурсанидис, Илијас Кунелес |  |
| 6. септембар 2022. 14.30 | Извештај | Четвртине: 19:19, 15:25, 16:8, 18:29                       |         |                              | Ланксес арена, Келн Гледаоци: 11.957 Судије: Маријус Чулин, Јоргос Пурсанидис, Илијас Кунелес |  |
| 6. септембар 2022. 14.30 | Извештај | Поени: Халиловић 14 Скокови: Нуркић 10 Асистенције: Атић 5 |         | Јабуселе 15 Гобер 12 Ертел 8 | Ланксес арена, Келн Гледаоци: 11.957 Судије: Маријус Чулин, Јоргос Пурсанидис, Илијас Кунелес |  |

| 6. септембар 2022. 17.15 | Извештај | Мађарска                                           | 64 : 87 | Литванија                              | Ланксес арена, Келн Гледаоци: 12.332 Судије: Александар Глишић, Андрис Аункрогерс, Игор Митровски |  |
| 6. септембар 2022. 17.15 | Извештај | Четвртине: 18:22, 15:26, 19:27, 12:12              |         |                                        | Ланксес арена, Келн Гледаоци: 12.332 Судије: Александар Глишић, Андрис Аункрогерс, Игор Митровски |  |
| 6. септембар 2022. 17.15 | Извештај | Поени: Перл 16 Скокови: Перл 4 Асистенције: Перл 2 |         | Валанчијунас 21 Сабонис 8 Јокубаитис 6 | Ланксес арена, Келн Гледаоци: 12.332 Судије: Александар Глишић, Андрис Аункрогерс, Игор Митровски |  |

| 6. септембар 2022. 20.30 | Извештај | Немачка                                                    | 80 : 88 | Словенија                    | Ланксес арена, Келн Гледаоци: 18.017 Судије: Мартинш Козловскис, Лоренцо Балдини, Мартин Хорозов |  |
| 6. септембар 2022. 20.30 | Извештај | Четвртине: 14:21, 22:23, 19:17, 25:27                      |         |                              | Ланксес арена, Келн Гледаоци: 18.017 Судије: Мартинш Козловскис, Лоренцо Балдини, Мартин Хорозов |  |
| 6. септембар 2022. 20.30 | Извештај | Поени: Шредер 19 Скокови: Фојтман 12 Асистенције: Шредер 5 |         | Дончић 36 Дончић 10 Дончић 4 | Ланксес арена, Келн Гледаоци: 18.017 Судије: Мартинш Козловскис, Лоренцо Балдини, Мартин Хорозов |  |

| 7. септембар 2022. 14.30 | Извештај | Литванија                                                               | 87 : 70 | Босна и Херцеговина      | Ланксес арена, Келн Гледаоци: 12.877 Судије: Мартинш Козловскис, Лоренцо Балдини, Мартин Хорозов |  |
| 7. септембар 2022. 14.30 | Извештај | Четвртине: 28:28, 28:14, 19:17, 12:11                                   |         |                          | Ланксес арена, Келн Гледаоци: 12.877 Судије: Мартинш Козловскис, Лоренцо Балдини, Мартин Хорозов |  |
| 7. септембар 2022. 14.30 | Извештај | Поени: Григонис 16 Скокови: Валанчијунас 15 Асистенције: Валанчијунас 5 |         | Муса 22 Камењаш 6 Муса 5 | Ланксес арена, Келн Гледаоци: 12.877 Судије: Мартинш Козловскис, Лоренцо Балдини, Мартин Хорозов |  |

| 7. септембар 2022. 17.15 | Извештај | Француска                                              | 82 : 88 | Словенија                   | Ланксес арена, Келн Гледаоци: 13.426 Судије: Александар Глишић, Маријус Чулин, Јоргос Пурсанидис |  |
| 7. септембар 2022. 17.15 | Извештај | Четвртине: 19:20, 21:24, 24:20, 18:24                  |         |                             | Ланксес арена, Келн Гледаоци: 13.426 Судије: Александар Глишић, Маријус Чулин, Јоргос Пурсанидис |  |
| 7. септембар 2022. 17.15 | Извештај | Поени: Гобер 19 Скокови: Гобер 8 Асистенције: Ертел 10 |         | Дончић 47 Дончић 7 Дончић 5 | Ланксес арена, Келн Гледаоци: 13.426 Судије: Александар Глишић, Маријус Чулин, Јоргос Пурсанидис |  |

| 7. септембар 2022. 20.30 | Извештај | Мађарска                                           | 71 : 106 | Немачка                        | Ланксес арена, Келн Гледаоци: 17.513 Судије: Андрис Аункрогерс, Ивор Матјејек, Илијас Кунелес |  |
| 7. септембар 2022. 20.30 | Извештај | Четвртине: 19:22, 20:32, 19:27, 13:25              |          |                                | Ланксес арена, Келн Гледаоци: 17.513 Судије: Андрис Аункрогерс, Ивор Матјејек, Илијас Кунелес |  |
| 7. септембар 2022. 20.30 | Извештај | Поени: Перл 15 Скокови: Перл 4 Асистенције: Перл 4 |          | Зенгфелдер Фојтман 10 Холац 11 | Ланксес арена, Келн Гледаоци: 17.513 Судије: Андрис Аункрогерс, Ивор Матјејек, Илијас Кунелес |  |

### Група Ц (Милано)
| Поз. | Табела групе Ц   | ОУ | П | ПО | КД  | КП  | КР   | Бод |
| ---- | ---------------- | -- | - | -- | --- | --- | ---- | --- |
| 1.   | Грчка            | 5  | 5 | 0  | 456 | 391 | +65  | 10  |
| 2.   | Украјина         | 5  | 3 | 2  | 412 | 396 | +16  | 8   |
| 3.   | Хрватска         | 5  | 3 | 2  | 410 | 390 | +20  | 8   |
| 4.   | Италија          | 5  | 3 | 2  | 408 | 363 | +45  | 8   |
| 5.   | Естонија         | 5  | 1 | 4  | 368 | 382 | -14  | 6   |
| 6.   | Велика Британија | 5  | 0 | 5  | 321 | 453 | -132 | 5   |

| 2. септембар 2022. 14.15 | Извештај | Украјина                                                 | 90 : 61 | Велика Британија             | Медиоланум форум, Милано Гледаоци: 2.596 Судије: Пауло Маркес, Зафер Јилмаз, Здравко Рутешић |  |
| 2. септембар 2022. 14.15 | Извештај | Четвртине: 22:17, 20:15, 24:12, 24:17                    |         |                              | Медиоланум форум, Милано Гледаоци: 2.596 Судије: Пауло Маркес, Зафер Јилмаз, Здравко Рутешић |  |
| 2. септембар 2022. 14.15 | Извештај | Поени: Михајљук 17 Скокови: Лен 6 Асистенције: Лукашов 5 |         | Нелсон 16 Оласени 9 Нелсон 5 | Медиоланум форум, Милано Гледаоци: 2.596 Судије: Пауло Маркес, Зафер Јилмаз, Здравко Рутешић |  |

| 2. септембар 2022. 17.00 | Извештај | Хрватска                                             | 85 : 89 | Грчка                            | Медиоланум форум, Милано Гледаоци: 6.844 Судије: Јохан Росо, Луис Кастиљо, Мартин Хорозов |  |
| 2. септембар 2022. 17.00 | Извештај | Четвртине: 16:24, 14:22, 32:24, 23:19                |         |                                  | Медиоланум форум, Милано Гледаоци: 6.844 Судије: Јохан Росо, Луис Кастиљо, Мартин Хорозов |  |
| 2. септембар 2022. 17.00 | Извештај | Поени: Смит 23 Скокови: Хезоња 8 Асистенције: Смит 4 |         | Дорси 27 Адетокумбо 11 Калатес 6 | Медиоланум форум, Милано Гледаоци: 6.844 Судије: Јохан Росо, Луис Кастиљо, Мартин Хорозов |  |

| 2. септембар 2022. 21.00 | Извештај | Италија                                                      | 83 : 62 | Естонија                          | Медиоланум форум, Милано Гледаоци: 10.864 Судије: Никола Маетр, Радомир Војиновић, Карстен Штраубе |  |
| 2. септембар 2022. 21.00 | Извештај | Четвртине: 21:18, 20:13, 17:19, 14:10                        |         |                                   | Медиоланум форум, Милано Гледаоци: 10.864 Судије: Никола Маетр, Радомир Војиновић, Карстен Штраубе |  |
| 2. септембар 2022. 21.00 | Извештај | Поени: Фонтекио 19 Скокови: Полонара 11 Асистенције: Спису 6 |         | Криса 20 Јесар 4 Криса, Куламае 6 | Медиоланум форум, Милано Гледаоци: 10.864 Судије: Никола Маетр, Радомир Војиновић, Карстен Штраубе |  |

| 3. септембар 2022. 14.15 | Извештај | Велика Британија                                      | 65 : 86 | Хрватска                  | Медиоланум форум, Милано Гледаоци: 2.373 Судије: Мартин Хорозов, Пауло Маркес, Герт Јакобс |  |
| 3. септембар 2022. 14.15 | Извештај | Четвртине: 17:20, 14:17, 9:35, 25:14                  |         |                           | Медиоланум форум, Милано Гледаоци: 2.373 Судије: Мартин Хорозов, Пауло Маркес, Герт Јакобс |  |
| 3. септембар 2022. 14.15 | Извештај | Поени: Хесон 18 Скокови: Соко 7 Асистенције: Нелсон 6 |         | Шарић 15 Хезоња 10 Смит 6 | Медиоланум форум, Милано Гледаоци: 2.373 Судије: Мартин Хорозов, Пауло Маркес, Герт Јакобс |  |

| 3. септембар 2022. 17.00 | Извештај | Естонија                                                | 73 : 74 | Украјина                        | Медиоланум форум, Милано Гледаоци: 4.418 Судије: Никола Маетр, Ђизела Ђорђи, Зафер Јилмаз |  |
| 3. септембар 2022. 17.00 | Извештај | Четвртине: 21:15, 14:18, 26:23, 12:18                   |         |                                 | Медиоланум форум, Милано Гледаоци: 4.418 Судије: Никола Маетр, Ђизела Ђорђи, Зафер Јилмаз |  |
| 3. септембар 2022. 17.00 | Извештај | Поени: Котсар 17 Скокови: Котсар 9 Асистенције: Криса 8 |         | Михајљук 18 Близњук 9 Близњук 5 | Медиоланум форум, Милано Гледаоци: 4.418 Судије: Никола Маетр, Ђизела Ђорђи, Зафер Јилмаз |  |

| 3. септембар 2022. 21.00 | Извештај | Грчка                                                              | 85 : 81 | Италија                         | Медиоланум форум, Милано Гледаоци: 11.472 Судије: Јохан Росо, Луис Кастиљо, Радомир Војиновић |  |
| 3. септембар 2022. 21.00 | Извештај | Четвртине: 23:17, 24:23, 24:17, 14:24                              |         |                                 | Медиоланум форум, Милано Гледаоци: 11.472 Судије: Јохан Росо, Луис Кастиљо, Радомир Војиновић |  |
| 3. септембар 2022. 21.00 | Извештај | Поени: Адетокумбо 25 Скокови: Адетокумбо 11 Асистенције: Калатес 4 |         | Фонтекио 26 Полонара 10 Спису 6 | Медиоланум форум, Милано Гледаоци: 11.472 Судије: Јохан Росо, Луис Кастиљо, Радомир Војиновић |  |

| 5. септембар 2022. 14.15 | Извештај | Хрватска                                                 | 73 : 70 | Естонија                 | Медиоланум форум, Милано Гледаоци: 2.972 Судије: Пауло Маркес, Зафер Јилмаз, Карстен Штраубе |  |
| 5. септембар 2022. 14.15 | Извештај | Четвртине: 20:16, 13:13, 20:19, 20:22                    |         |                          | Медиоланум форум, Милано Гледаоци: 2.972 Судије: Пауло Маркес, Зафер Јилмаз, Карстен Штраубе |  |
| 5. септембар 2022. 14.15 | Извештај | Поени: Матковић 17 Скокови: Шарић 12 Асистенције: Смит 7 |         | Вене 18 Дрел 7 Куламае 5 | Медиоланум форум, Милано Гледаоци: 2.972 Судије: Пауло Маркес, Зафер Јилмаз, Карстен Штраубе |  |

| 5. септембар 2022. 17.00 | Извештај | Велика Британија                                               | 77 : 93 | Грчка                              | Медиоланум форум, Милано Гледаоци: 4.963 Судије: Јохан Росо, Герт Јакобс, Ђизела Ђорђи |  |
| 5. септембар 2022. 17.00 | Извештај | Четвртине: 17:24, 26:22, 17:25, 17:22                          |         |                                    | Медиоланум форум, Милано Гледаоци: 4.963 Судије: Јохан Росо, Герт Јакобс, Ђизела Ђорђи |  |
| 5. септембар 2022. 17.00 | Извештај | Поени: Нелсон 17 Скокови: Оласени 11 Асистенције: Витл, Соко 5 |         | Слукас 21 Папаниколау 7 4 играча 5 | Медиоланум форум, Милано Гледаоци: 4.963 Судије: Јохан Росо, Герт Јакобс, Ђизела Ђорђи |  |

| 5. септембар 2022. 21.00 | Извештај | Украјина                                                  | 84 : 73 | Италија                        | Медиоланум форум, Милано Гледаоци: 6.800 Судије: Луис Кастиљо, Мартин Хорозов, Здравко Рутешић |  |
| 5. септембар 2022. 21.00 | Извештај | Четвртине: 16:21, 22:21, 19:15, 27:16                     |         |                                | Медиоланум форум, Милано Гледаоци: 6.800 Судије: Луис Кастиљо, Мартин Хорозов, Здравко Рутешић |  |
| 5. септембар 2022. 21.00 | Извештај | Поени: Михајљук 25 Скокови: Лен 11 Асистенције: Близњук 6 |         | Полонара 17 Полонара 7 Спису 3 | Медиоланум форум, Милано Гледаоци: 6.800 Судије: Луис Кастиљо, Мартин Хорозов, Здравко Рутешић |  |

| 6. септембар 2022. 14.15 | Извештај | Естонија                                               | 94 : 62 | Велика Британија          | Медиоланум форум, Милано Гледаоци: 5.422 Судије: Радомир Војиновић, Здравко Рутешић, Герт Јакобс |  |
| 6. септембар 2022. 14.15 | Извештај | Четвртине: 24:18, 25:18, 29:17, 16:9                   |         |                           | Медиоланум форум, Милано Гледаоци: 5.422 Судије: Радомир Војиновић, Здравко Рутешић, Герт Јакобс |  |
| 6. септембар 2022. 14.15 | Извештај | Поени: Дрел 20 Скокови: Рајесте 8 Асистенције: Криса 7 |         | Хесон 14 Витл 11 Нелсон 6 | Медиоланум форум, Милано Гледаоци: 5.422 Судије: Радомир Војиновић, Здравко Рутешић, Герт Јакобс |  |

| 6. септембар 2022. 17.00 | Извештај | Грчка                                                             | 99 : 79 | Украјина                  | Медиоланум форум, Милано Гледаоци: 5.484 Судије: Луис Кастиљо, Никола Маетр, Карстен Штраубе |  |
| 6. септембар 2022. 17.00 | Извештај | Четвртине: 23:20, 16:26, 32:11, 28:22                             |         |                           | Медиоланум форум, Милано Гледаоци: 5.484 Судије: Луис Кастиљо, Никола Маетр, Карстен Штраубе |  |
| 6. септембар 2022. 17.00 | Извештај | Поени: Адетокумбо 41 Скокови: Адетокумбо 9 Асистенције: Калатес 7 |         | Михајљук 16 Лен 8 Санон 4 | Медиоланум форум, Милано Гледаоци: 5.484 Судије: Луис Кастиљо, Никола Маетр, Карстен Штраубе |  |

| 6. септембар 2022. 21.00 | Извештај | Италија                                             | 81 : 76 | Хрватска                       | Медиоланум форум, Милано Гледаоци: 11.745 Судије: Јохан Росо, Пауло Маркес, Зафер Јилмаз |  |
| 6. септембар 2022. 21.00 | Извештај | Четвртине: 22:17, 20:17, 13:25, 26:17               |         |                                | Медиоланум форум, Милано Гледаоци: 11.745 Судије: Јохан Росо, Пауло Маркес, Зафер Јилмаз |  |
| 6. септембар 2022. 21.00 | Извештај | Поени: Мели 19 Скокови: Мели 5 Асистенције: Спису 6 |         | Богдановић 27 Хезоња 10 Смит 4 | Медиоланум форум, Милано Гледаоци: 11.745 Судије: Јохан Росо, Пауло Маркес, Зафер Јилмаз |  |

| 8. септембар 2022. 14.15 | Извештај | Хрватска                                                   | 90 : 85 | Украјина                     | Медиоланум форум, Милано Гледаоци: 2.753 Судије: Луис Кастиљо, Никола Маетр, Зафер Јилмаз |  |
| 8. септембар 2022. 14.15 | Извештај | Четвртине: 21:21, 24:21, 22:25, 23:18                      |         |                              | Медиоланум форум, Милано Гледаоци: 2.753 Судије: Луис Кастиљо, Никола Маетр, Зафер Јилмаз |  |
| 8. септембар 2022. 14.15 | Извештај | Поени: Богдановић 27 Скокови: Зубац 8 Асистенције: Мавра 4 |         | Херун 21 Ближњук 8 Ближњук 4 | Медиоланум форум, Милано Гледаоци: 2.753 Судије: Луис Кастиљо, Никола Маетр, Зафер Јилмаз |  |

| 8. септембар 2022. 17.00 | Извештај | Естонија                                              | 69 : 90 | Грчка                                   | Медиоланум форум, Милано Гледаоци: 4.852 Судије: Јохан Росо, Карстен Штраубе, Ђизела Ђорђи |  |
| 8. септембар 2022. 17.00 | Извештај | Четвртине: 21:27, 15:24, 13:26, 20:13                 |         |                                         | Медиоланум форум, Милано Гледаоци: 4.852 Судије: Јохан Росо, Карстен Штраубе, Ђизела Ђорђи |  |
| 8. септембар 2022. 17.00 | Извештај | Поени: Вене 19 Скокови: Дрел 9 Асистенције: Куламае 4 |         | Адетокумбо 25 Адетокумбо 5 Адетокумбо 4 | Медиоланум форум, Милано Гледаоци: 4.852 Судије: Јохан Росо, Карстен Штраубе, Ђизела Ђорђи |  |

| 8. септембар 2022. 21.00 | Извештај | Велика Британија                                    | 56 : '90 | Италија                     | Медиоланум форум, Милано Гледаоци: 7.232 Судије: Пауло Маркес, Радомир Војиновић, Герт Јакобс |  |
| 8. септембар 2022. 21.00 | Извештај | Четвртине: 20:29, 17:18, 17:20, 2:23                |          |                             | Медиоланум форум, Милано Гледаоци: 7.232 Судије: Пауло Маркес, Радомир Војиновић, Герт Јакобс |  |
| 8. септембар 2022. 21.00 | Извештај | Поени: Хесон 18 Скокови: Витл 7 Асистенције: Витл 3 |          | Фонтекио 18 Ричи 8 Пајола 5 | Медиоланум форум, Милано Гледаоци: 7.232 Судије: Пауло Маркес, Радомир Војиновић, Герт Јакобс |  |

### Група Д (Праг)
| Поз. | Табела групе Д | ОУ | П | ПО | КД  | КП  | КР   | Бод |
| ---- | -------------- | -- | - | -- | --- | --- | ---- | --- |
| 1.   | Србија         | 5  | 5 | 0  | 466 | 361 | +105 | 10  |
| 2.   | Финска         | 5  | 3 | 2  | 432 | 403 | +29  | 8   |
| 3.   | Пољска         | 5  | 3 | 2  | 387 | 414 | -27  | 8   |
| 4.   | Чешка          | 5  | 2 | 3  | 416 | 435 | -19  | 7   |
| 5.   | Израел         | 5  | 2 | 3  | 394 | 416 | -22  | 7   |
| 6.   | Холандија      | 5  | 0 | 5  | 359 | 425 | -66  | 5   |

| 2. септембар 2022. 14.00 | Извештај | Израел                                                   | 89 : 87 | Финска                             | О2 арена, Праг Гледаоци: 5.298 Судије: Адемир Зураховић, Венцислав Великов, Петер Пракш |  |
| 2. септембар 2022. 14.00 | Извештај | Четвртине: 16:27, 24:13, 21:18, 18:21, 10:8              |         |                                    | О2 арена, Праг Гледаоци: 5.298 Судије: Адемир Зураховић, Венцислав Великов, Петер Пракш |  |
| 2. септембар 2022. 14.00 | Извештај | Поени: Авдија 23 Скокови: Авдија 15 Асистенције: Блат 10 |         | Марканен 33 Марканен 12 Кантонен 4 | О2 арена, Праг Гледаоци: 5.298 Судије: Адемир Зураховић, Венцислав Великов, Петер Пракш |  |

| 2. септембар 2022. 17.30 | Извештај | Пољска                                                          | 99 : 84 | Чешка                           | О2 арена, Праг Гледаоци: 10.992 Судије: Антонио Конде, Борис Крејић, Фернандо Калатрава |  |
| 2. септембар 2022. 17.30 | Извештај | Четвртине: 29:18, 17:28, 23:17, 30:21                           |         |                                 | О2 арена, Праг Гледаоци: 10.992 Судије: Антонио Конде, Борис Крејић, Фернандо Калатрава |  |
| 2. септембар 2022. 17.30 | Извештај | Поени: Понтика 26 Скокови: Балцеровски 7 Асистенције: Понтика 9 |         | Весели 17 Балвин 5 Саторански 6 | О2 арена, Праг Гледаоци: 10.992 Судије: Антонио Конде, Борис Крејић, Фернандо Калатрава |  |

| 2. септембар 2022. 21.00 | Извештај | Србија                                                         | 100 : 76 | Холандија                    | О2 арена, Праг Гледаоци: 4.808 Судије: Јенер Јилмаз, Гвидас Гедвилас, Керем Баки |  |
| 2. септембар 2022. 21.00 | Извештај | Четвртине: 31:21, 20:17, 24:23, 25:15                          |          |                              | О2 арена, Праг Гледаоци: 4.808 Судије: Јенер Јилмаз, Гвидас Гедвилас, Керем Баки |  |
| 2. септембар 2022. 21.00 | Извештај | Поени: Јокић 19 Скокови: Јокић, Ристић 6 Асистенције: Мицић 12 |          | Де Јонг 28 Хармс 6 Де Врис 4 | О2 арена, Праг Гледаоци: 4.808 Судије: Јенер Јилмаз, Гвидас Гедвилас, Керем Баки |  |

| 3. септембар 2022. 14.00 | Извештај | Финска                                                   | 89 : 59 | Пољска                     | О2 арена, Праг Гледаоци: 8.832 Судије: Адемир Зураховић, Борис Крејић, Гвидас Гедвилас |  |
| 3. септембар 2022. 14.00 | Извештај | Четвртине: 26:16, 18:14, 20:14, 25:15                    |         |                            | О2 арена, Праг Гледаоци: 8.832 Судије: Адемир Зураховић, Борис Крејић, Гвидас Гедвилас |  |
| 3. септембар 2022. 14.00 | Извештај | Поени: Салин 18 Скокови: Марканен 5 Асистенције: Салин 6 |         | Поњитка 8 Ђева 6 Поњитка 5 | О2 арена, Праг Гледаоци: 8.832 Судије: Адемир Зураховић, Борис Крејић, Гвидас Гедвилас |  |

| 3. септембар 2022. 17.30 | Извештај | Чешка                                                    | 68 : 81 | Србија                    | О2 арена, Праг Гледаоци: 15.067 Судије: Антонио Конде, Керем Баки, Фернандо Калатрава |  |
| 3. септембар 2022. 17.30 | Извештај | Четвртине: 15:20, 10:23, 24:17, 19:21                    |         |                           | О2 арена, Праг Гледаоци: 15.067 Судије: Антонио Конде, Керем Баки, Фернандо Калатрава |  |
| 3. септембар 2022. 17.30 | Извештај | Поени: Крејчи 13 Скокови: Балвин 9 Асистенције: Сехнал 6 |         | Јокић 18 Јокић 11 Мицић 6 | О2 арена, Праг Гледаоци: 15.067 Судије: Антонио Конде, Керем Баки, Фернандо Калатрава |  |

| 3. септембар 2022. 21.00 | Извештај | Холандија                                                  | 67 : 74 | Израел                    | О2 арена, Праг Гледаоци: 3.114 Судије: Јенер Јилмаз, Александар Деман, Петер Пракш |  |
| 3. септембар 2022. 21.00 | Извештај | Четвртине: 18:18, 22:14, 11:18, 16:24                      |         |                           | О2 арена, Праг Гледаоци: 3.114 Судије: Јенер Јилмаз, Александар Деман, Петер Пракш |  |
| 3. септембар 2022. 21.00 | Извештај | Поени: Де Јонг 12 Скокови: Керази 6 Асистенције: Де Врис 5 |         | Авдија 21 Соркин 6 Блат 4 | О2 арена, Праг Гледаоци: 3.114 Судије: Јенер Јилмаз, Александар Деман, Петер Пракш |  |

| 5. септембар 2022. 14.00 | Извештај | Пољска                                                     | 85 : 76 | Израел                     | О2 арена, Праг Гледаоци: 2.159 Судије: Антонио Конде, Керем Баки, Александар Деман |  |
| 5. септембар 2022. 14.00 | Извештај | Четвртине: 23:16, 16:17, 29:23, 17:20                      |         |                            | О2 арена, Праг Гледаоци: 2.159 Судије: Антонио Конде, Керем Баки, Александар Деман |  |
| 5. септембар 2022. 14.00 | Извештај | Поени: Слотер 24 Скокови: Поњитка 9 Асистенције: Поњитка 7 |         | Зусман 18 Авдија 8 Гинат 6 | О2 арена, Праг Гледаоци: 2.159 Судије: Антонио Конде, Керем Баки, Александар Деман |  |

| 5. септембар 2022. 17.30 | Извештај | Чешка                                                     | 88 : 80 | Холандија                    | О2 арена, Праг Гледаоци: 8.063 Судије: Адемир Зураховић, Борис Крејић, Гинтарас Мачијулис |  |
| 5. септембар 2022. 17.30 | Извештај | Четвртине: 24:14, 26:13, 16:30, 22:23                     |         |                              | О2 арена, Праг Гледаоци: 8.063 Судије: Адемир Зураховић, Борис Крејић, Гинтарас Мачијулис |  |
| 5. септембар 2022. 17.30 | Извештај | Поени: Весели 24 Скокови: Весели 7 Асистенције: Кизлинк 9 |         | Франке 22 Едвардс 9 Франке 5 | О2 арена, Праг Гледаоци: 8.063 Судије: Адемир Зураховић, Борис Крејић, Гинтарас Мачијулис |  |

| 5. септембар 2022. 21.00 | Извештај | Србија                                                   | 100 : 70 | Финска                            | О2 арена, Праг Гледаоци: 6.203 Судије: Јенер Јилмаз, Фернандо Калатрава, Гвидас Гедвилас |  |
| 5. септембар 2022. 21.00 | Извештај | Четвртине: 33:22, 29:12, 14:14, 24:22                    |          |                                   | О2 арена, Праг Гледаоци: 6.203 Судије: Јенер Јилмаз, Фернандо Калатрава, Гвидас Гедвилас |  |
| 5. септембар 2022. 21.00 | Извештај | Поени: Недовић 14 Скокови: Јокић 14 Асистенције: Мицић 7 |          | Марканен 18 Марканен 7 Марканен 5 | О2 арена, Праг Гледаоци: 6.203 Судије: Јенер Јилмаз, Фернандо Калатрава, Гвидас Гедвилас |  |

| 6. септембар 2022. 14.00 | Извештај | Холандија                                              | 69 : 75 | Пољска                                | О2 арена, Праг Гледаоци: 1.867 Судије: Фернандо Калатрава, Венцислав Великов, Петер Пракш |  |
| 6. септембар 2022. 14.00 | Извештај | Четвртине: 20:19, 20:12, 15:17, 14:27                  |         |                                       | О2 арена, Праг Гледаоци: 1.867 Судије: Фернандо Калатрава, Венцислав Великов, Петер Пракш |  |
| 6. септембар 2022. 14.00 | Извештај | Поени: Клоф 26 Скокови: Хармс 4 Асистенције: Де Врис 4 |         | Соколовски 18 Балцеровски 7 Поњитка 5 | О2 арена, Праг Гледаоци: 1.867 Судије: Фернандо Калатрава, Венцислав Великов, Петер Пракш |  |

| 6. септембар 2022. 17.30 | Извештај | Финска                                                        | 98 : 88 | Чешка                            | О2 арена, Праг Гледаоци: 10.381 Судије: Антонио Конде, Борис Крејић, Керем Баки |  |
| 6. септембар 2022. 17.30 | Извештај | Четвртине: 29:18, 22:27, 21:14, 26:29                         |         |                                  | О2 арена, Праг Гледаоци: 10.381 Судије: Антонио Конде, Борис Крејић, Керем Баки |  |
| 6. септембар 2022. 17.30 | Извештај | Поени: Марканен 34 Скокови: Марканен 10 Асистенције: Маџуни 6 |         | Хрубан 22 Весели 6 Саторански 10 | О2 арена, Праг Гледаоци: 10.381 Судије: Антонио Конде, Борис Крејић, Керем Баки |  |

| 6. септембар 2022. 21.00 | Извештај | Израел                                                  | 78 : 89 | Србија                    | О2 арена, Праг Гледаоци: 3.289 Судије: Адемир Зураповић, Јенер Јилмаз, Гинтарас Мачијулис |  |
| 6. септембар 2022. 21.00 | Извештај | Четвртине: 18:24, 20:26, 20:15, 20:24                   |         |                           | О2 арена, Праг Гледаоци: 3.289 Судије: Адемир Зураповић, Јенер Јилмаз, Гинтарас Мачијулис |  |
| 6. септембар 2022. 21.00 | Извештај | Поени: Мадар 20 Скокови: Соркин 9 Асистенције: Авдија 5 |         | Јокић 29 Јокић 11 Јокић 5 | О2 арена, Праг Гледаоци: 3.289 Судије: Адемир Зураповић, Јенер Јилмаз, Гинтарас Мачијулис |  |

| 8. септембар 2022. 14.00 | Извештај | Финска                                                     | 88 : 67 | Холандија                      | О2 арена, Праг Гледаоци: 4.619 Судије: Јенер Јилмаз, Венцислав Великов, Гинтарас Мачијулис |  |
| 8. септембар 2022. 14.00 | Извештај | Четвртине: 26:11, 22:20, 28:18, 12:18                      |         |                                | О2 арена, Праг Гледаоци: 4.619 Судије: Јенер Јилмаз, Венцислав Великов, Гинтарас Мачијулис |  |
| 8. септембар 2022. 14.00 | Извештај | Поени: Марканен 22 Скокови: Мадсен 6 Асистенције: Маџуни 5 |         | Де Јонг 21 Едвардс 5 Де Врис 5 | О2 арена, Праг Гледаоци: 4.619 Судије: Јенер Јилмаз, Венцислав Великов, Гинтарас Мачијулис |  |

| 8. септембар 2022. 17.30 | Извештај | Чешка                                                             | 88 : 77 | Израел                      | О2 арена, Праг Гледаоци: 12.174 Судије: Адемир Зураповић, Борис Крејић, Гвидас Гедвилас |  |
| 8. септембар 2022. 17.30 | Извештај | Четвртине: 26:17, 27:20, 14:25, 21:15                             |         |                             | О2 арена, Праг Гледаоци: 12.174 Судије: Адемир Зураповић, Борис Крејић, Гвидас Гедвилас |  |
| 8. септембар 2022. 17.30 | Извештај | Поени: Хрубан 25 Скокови: Саторански 11 Асистенције: Саторански 8 |         | Мадар 16 Авдија 8 Авдија 11 | О2 арена, Праг Гледаоци: 12.174 Судије: Адемир Зураповић, Борис Крејић, Гвидас Гедвилас |  |

| 8. септембар 2022. 21.00 | Извештај | Србија                                                | 96 : 69 | Пољска                           | О2 арена, Праг Гледаоци: 4.903 Судије: Антонио Конде, Керем Баки, Фернандо Калатрава |  |
| 8. септембар 2022. 21.00 | Извештај | Четвртине: 28:14, 24:19, 20:17, 24:19                 |         |                                  | О2 арена, Праг Гледаоци: 4.903 Судије: Антонио Конде, Керем Баки, Фернандо Калатрава |  |
| 8. септембар 2022. 21.00 | Извештај | Поени: Јокић 19 Скокови: Јокић 5 Асистенције: Мицић 9 |         | Михалак 17 Олејничак 5 Поњитка 6 | О2 арена, Праг Гледаоци: 4.903 Судије: Антонио Конде, Керем Баки, Фернандо Калатрава |  |

## Елиминациона фаза
- Сатница је по средњоевропском летњем времену (UTC+2).

|  | Осмина финала       | Осмина финала       |                     |     | Четвртфинале | Четвртфинале |                     |                     | Полуфинале | Полуфинале |  |  | Финале | Финале |
|  |                     |                     |                     |     |              |              |                     |                     |            |            |  |  |        |        |
|  | 10. септембар 2022. |                     |                     |     |              |              |                     |                     |            |            |  |  |        |        |
|  |                     |                     |                     |     |              |              |                     |                     |            |            |  |  |        |        |
|  | Немачка             | 85                  |                     |     |              |              |                     |                     |            |            |  |  |        |        |
|  | Немачка             | 85                  | 13. септембар 2022. |     |              |              |                     |                     |            |            |  |  |        |        |
|  | Црна Гора           | 79                  |                     |     |              |              |                     |                     |            |            |  |  |        |        |
|  | Црна Гора           | 79                  | Немачка             | 107 |              |              |                     |                     |            |            |  |  |        |        |
|  | 11. септембар 2022. |                     | Немачка             | 107 |              |              |                     |                     |            |            |  |  |        |        |
|  |                     | Грчка               | 96                  |     |              |              |                     |                     |            |            |  |  |        |        |
|  | Грчка               | Грчка               | 96                  | 94  |              |              |                     |                     |            |            |  |  |        |        |
|  | Грчка               |                     | 16. септембар 2022. | 94  |              |              |                     |                     |            |            |  |  |        |        |
|  | Чешка               | 88                  |                     |     |              |              |                     |                     |            |            |  |  |        |        |
|  | Чешка               | 88                  | Немачка             | 91  |              |              |                     |                     |            |            |  |  |        |        |
|  | 10. септембар 2022. |                     | Немачка             | 91  |              |              |                     |                     |            |            |  |  |        |        |
|  |                     | Шпанија             | 96                  |     |              |              |                     |                     |            |            |  |  |        |        |
|  | Шпанија             | Шпанија             | 96                  | 102 |              |              |                     |                     |            |            |  |  |        |        |
|  | Шпанија             | 13. септембар 2022. |                     | 102 |              |              |                     |                     |            |            |  |  |        |        |
|  | Литванија           | 94                  |                     |     |              |              |                     |                     |            |            |  |  |        |        |
|  | Литванија           | 94                  | Шпанија             | 100 |              |              |                     |                     |            |            |  |  |        |        |
|  | 11. септембар 2022. |                     | Шпанија             | 100 |              |              |                     |                     |            |            |  |  |        |        |
|  |                     | Финска              | 90                  |     |              |              |                     |                     |            |            |  |  |        |        |
|  | Финска              | Финска              | 90                  | 94  |              |              |                     |                     |            |            |  |  |        |        |
|  | Финска              |                     | 18. септембар 2022. | 94  |              |              |                     |                     |            |            |  |  |        |        |
|  | Хрватска            | 86                  |                     |     |              |              |                     |                     |            |            |  |  |        |        |
|  | Хрватска            | 86                  | Шпанија             | 88  |              |              |                     |                     |            |            |  |  |        |        |
|  | 10. септембар 2022. |                     | Шпанија             | 88  |              |              |                     |                     |            |            |  |  |        |        |
|  |                     | Француска           | 76                  |     |              |              |                     |                     |            |            |  |  |        |        |
|  | Словенија           | Француска           | 76                  | 88  |              |              |                     |                     |            |            |  |  |        |        |
|  | Словенија           | 14. септембар 2022. |                     | 88  |              |              |                     |                     |            |            |  |  |        |        |
|  | Белгија             | 72                  |                     |     |              |              |                     |                     |            |            |  |  |        |        |
|  | Белгија             | 72                  | Словенија           | 87  |              |              |                     |                     |            |            |  |  |        |        |
|  | 11. септембар 2022. |                     | Словенија           | 87  |              |              |                     |                     |            |            |  |  |        |        |
|  |                     | Пољска              | 90                  |     |              |              |                     |                     |            |            |  |  |        |        |
|  | Украјина            | Пољска              | 90                  | 86  |              |              |                     |                     |            |            |  |  |        |        |
|  | Украјина            |                     | 16. септембар 2022. | 86  |              |              |                     |                     |            |            |  |  |        |        |
|  | Пољска              | 94                  |                     |     |              |              |                     |                     |            |            |  |  |        |        |
|  | Пољска              | 94                  | Пољска              | 54  |              |              |                     |                     |            |            |  |  |        |        |
|  | 10. септембар 2022. |                     | Пољска              | 54  |              |              |                     |                     |            |            |  |  |        |        |
|  |                     | Француска           | 95                  |     | Треће место  | Треће место  |                     |                     |            |            |  |  |        |        |
|  | Турска              | Француска           | 95                  | 86  | Треће место  | Треће место  |                     |                     |            |            |  |  |        |        |
|  | Турска              | 14. септембар 2022. | 14. септембар 2022. | 86  |              |              | 18. септембар 2022. | 18. септембар 2022. |            |            |  |  |        |        |
|  | Француска           | 14. септембар 2022. | 14. септембар 2022. | 87  |              |              | 18. септембар 2022. | 18. септембар 2022. |            |            |  |  |        |        |
|  | Француска           | Француска           | 93                  | 87  | Немачка      | 82           |                     |                     |            |            |  |  |        |        |
|  | 11. септембар 2022. | Француска           | 93                  |     | Немачка      | 82           |                     |                     |            |            |  |  |        |        |
|  |                     | Италија             | 85                  |     | Пољска       | 69           |                     |                     |            |            |  |  |        |        |
|  | Србија              | Италија             | 85                  | 86  | Пољска       | 69           |                     |                     |            |            |  |  |        |        |
|  | Србија              |                     |                     | 86  |              |              |                     |                     |            |            |  |  |        |        |
|  | Италија             | 94                  |                     |     |              |              |                     |                     |            |            |  |  |        |        |
|  | Италија             | 94                  |                     |     |              |              |                     |                     |            |            |  |  |        |        |

### Осмина финала
| 10. септембар 2022. 12.00 | Извештај | Турска                                                 | 86 : 87 | Француска                 | Мерцедес-Бенц арена, Берлин Гледаоци: 9.411 Судије: Антонио Конде, Борис Крејић, Мартин Хорозов |  |
| 10. септембар 2022. 12.00 | Извештај | Четвртине: 11:18, 24:25, 22:6, 20:28, 9:10             |         |                           | Мерцедес-Бенц арена, Берлин Гледаоци: 9.411 Судије: Антонио Конде, Борис Крејић, Мартин Хорозов |  |
| 10. септембар 2022. 12.00 | Извештај | Поени: Тунџер 22 Скокови: Шанли 7 Асистенције: Хазер 6 |         | Гобер 20 Гобер 17 Ертел 7 | Мерцедес-Бенц арена, Берлин Гледаоци: 9.411 Судије: Антонио Конде, Борис Крејић, Мартин Хорозов |  |

| 10. септембар 2022. 14.45 | Извештај | Словенија                                                | 88 : 72 | Белгија                       | Мерцедес-Бенц арена, Берлин Гледаоци: 9.774 Судије: Саверио Ланцарини, Фернандо Калатрава, Гвидас Гедвилас |  |
| 10. септембар 2022. 14.45 | Извештај | Четвртине: 24:19, 20:22, 19:19, 25:12                    |         |                               | Мерцедес-Бенц арена, Берлин Гледаоци: 9.774 Судије: Саверио Ланцарини, Фернандо Калатрава, Гвидас Гедвилас |  |
| 10. септембар 2022. 14.45 | Извештај | Поени: Дончић 35 Скокови: Чанчар 7 Асистенције: Дончић 5 |         | Лекомте 16 Жиле 10 Обасохан 4 | Мерцедес-Бенц арена, Берлин Гледаоци: 9.774 Судије: Саверио Ланцарини, Фернандо Калатрава, Гвидас Гедвилас |  |

| 10. септембар 2022. 18.00 | Извештај | Немачка                                                  | 85 : 79 | Црна Гора                  | Мерцедес-Бенц арена, Берлин Гледаоци: 12.938 Судије: Луис Кастиљо, Мартинш Козловскис, Пауло Маркес |  |
| 10. септембар 2022. 18.00 | Извештај | Четвртине: 19:10, 29:14, 19:26, 18:29                    |         |                            | Мерцедес-Бенц арена, Берлин Гледаоци: 12.938 Судије: Луис Кастиљо, Мартинш Козловскис, Пауло Маркес |  |
| 10. септембар 2022. 18.00 | Извештај | Поени: Шредер 22 Скокови: Вагнер 5 Асистенције: Шредер 8 |         | Пери 25 Симоновић 9 Пери 6 | Мерцедес-Бенц арена, Берлин Гледаоци: 12.938 Судије: Луис Кастиљо, Мартинш Козловскис, Пауло Маркес |  |

| 10. септембар 2022. 20.45 | Извештај | Шпанија                                                    | 102 : 94 | Литванија                            | Мерцедес-Бенц арена, Берлин Гледаоци: 12.938 Судије: Јохан Росо, Адемир Зураповић, Александар Глишић |  |
| 10. септембар 2022. 20.45 | Извештај | Четвртине: 19:20, 21:25, 23:23, 20:15, 19:11               |          |                                      | Мерцедес-Бенц арена, Берлин Гледаоци: 12.938 Судије: Јохан Росо, Адемир Зураповић, Александар Глишић |  |
| 10. септембар 2022. 20.45 | Извештај | Поени: Браун 28 Скокови: Ернангомез 8 Асистенције: Браун 8 |          | Кузминскас 18 Сабонис 9 Јокубаитис 5 | Мерцедес-Бенц арена, Берлин Гледаоци: 12.938 Судије: Јохан Росо, Адемир Зураповић, Александар Глишић |  |

| 11. септембар 2022. 12.00 | Извештај | Украјина                                             | 86 : 94 | Пољска                        | Мерцедес-Бенц арена, Берлин Гледаоци: 6.865 Судије: Адемир Зураповић, Никола Маетр, Карстен Штраубе |  |
| 11. септембар 2022. 12.00 | Извештај | Четвртине: 21:24, 24:18, 22:27, 19:25                |         |                               | Мерцедес-Бенц арена, Берлин Гледаоци: 6.865 Судије: Адемир Зураповић, Никола Маетр, Карстен Штраубе |  |
| 11. септембар 2022. 12.00 | Извештај | Поени: Бобров 15 Скокови: Лен 8 Асистенције: Санон 8 |         | Слотер 24 Поњитка 9 Поњитка 6 | Мерцедес-Бенц арена, Берлин Гледаоци: 6.865 Судије: Адемир Зураповић, Никола Маетр, Карстен Штраубе |  |

| 11. септембар 2022. 14.45 | Извештај | Финска                                                         | 94 : 86 | Хрватска                      | Мерцедес-Бенц арена, Берлин Гледаоци: 6.904 Судије: Саверио Ланцарини, Мартинш Козловскис, Лоренцо Балдини |  |
| 11. септембар 2022. 14.45 | Извештај | Четвртине: 20:21, 25:22, 22:22, 27:21                          |         |                               | Мерцедес-Бенц арена, Берлин Гледаоци: 6.904 Судије: Саверио Ланцарини, Мартинш Козловскис, Лоренцо Балдини |  |
| 11. септембар 2022. 14.45 | Извештај | Поени: Марканен 43 Скокови: Марканен 9 Асистенције: Марканен 3 |         | Богдановић 23 Шарић 9 Шарић 6 | Мерцедес-Бенц арена, Берлин Гледаоци: 6.904 Судије: Саверио Ланцарини, Мартинш Козловскис, Лоренцо Балдини |  |

| 11. септембар 2022. 18.00 | Извештај | Србија                                                 | 86 : 94 | Италија                     | Мерцедес-Бенц арена, Берлин Гледаоци: 9.788 Судије: Антонио Конде, Јенер Јилмаз, Мартин Хорозов |  |
| 11. септембар 2022. 18.00 | Извештај | Четвртине: 28:20, 23:25, 17:21, 18:28                  |         |                             | Мерцедес-Бенц арена, Берлин Гледаоци: 9.788 Судије: Антонио Конде, Јенер Јилмаз, Мартин Хорозов |  |
| 11. септембар 2022. 18.00 | Извештај | Поени: Јокић 32 Скокови: Јокић 13 Асистенције: Мицић 8 |         | Спису 22 Полонара 8 Спису 6 | Мерцедес-Бенц арена, Берлин Гледаоци: 9.788 Судије: Антонио Конде, Јенер Јилмаз, Мартин Хорозов |  |

| 11. септембар 2022. 20.45 | Извештај | Грчка                                                              | 94 : 88 | Чешка                                | Мерцедес-Бенц арена, Берлин Гледаоци: 9.814 Судије: Јохан Росо, Оскарс Луцис, Керем Баки |  |
| 11. септембар 2022. 20.45 | Извештај | Четвртине: 20:20, 21:25, 22:22, 31:21                              |         |                                      | Мерцедес-Бенц арена, Берлин Гледаоци: 9.814 Судије: Јохан Росо, Оскарс Луцис, Керем Баки |  |
| 11. септембар 2022. 20.45 | Извештај | Поени: Адетокумбо 27 Скокови: Адетокумбо 10 Асистенције: Калатес 6 |         | Весели 21 Саторански 8 Саторански 17 | Мерцедес-Бенц арена, Берлин Гледаоци: 9.814 Судије: Јохан Росо, Оскарс Луцис, Керем Баки |  |

### Четвртфинале
| 13. септембар 2022. 17.15 | Извештај | Шпанија                                                      | 100 : 90 | Финска                         | Мерцедес-Бенц арена, Берлин Гледаоци: 7.935 Судије: Јохан Росо, Мартин Хорозов, Керем Баки |  |
| 13. септембар 2022. 17.15 | Извештај | Четвртине: 19:30, 24:22, 30:15, 27:23                        |          |                                | Мерцедес-Бенц арена, Берлин Гледаоци: 7.935 Судије: Јохан Росо, Мартин Хорозов, Керем Баки |  |
| 13. септембар 2022. 17.15 | Извештај | Поени: Ернангомез 27 Скокови: Гаруба 6 Асистенције: Браун 11 |          | Марканен 28 Марканен 11 Литл 6 | Мерцедес-Бенц арена, Берлин Гледаоци: 7.935 Судије: Јохан Росо, Мартин Хорозов, Керем Баки |  |

| 13. септембар 2022. 20.30 | Извештај | Немачка                                                 | 107 : 96 | Грчка                                   | Мерцедес-Бенц арена, Берлин Гледаоци: 14.073 Судије: Адемир Зураповић, Саверијо Ланцарини, Борис Крејић |  |
| 13. септембар 2022. 20.30 | Извештај | Четвртине: 31:27, 26:34, 26:10, 24:25                   |          |                                         | Мерцедес-Бенц арена, Берлин Гледаоци: 14.073 Судије: Адемир Зураповић, Саверијо Ланцарини, Борис Крејић |  |
| 13. септембар 2022. 20.30 | Извештај | Поени: Шредер 26 Скокови: Тајс 16 Асистенције: Шредер 8 |          | Адетокумбо 31 Адетокумбо 7 Адетокумбо 8 | Мерцедес-Бенц арена, Берлин Гледаоци: 14.073 Судије: Адемир Зураповић, Саверијо Ланцарини, Борис Крејић |  |

| 14. септембар 2022. 17.15 | Извештај | Француска                                              | 93 : 85 | Италија                              | Мерцедес-Бенц арена, Берлин Гледаоци: 6.324 Судије: Адемир Зураповић, Мартинш Козловскис, Александар Глишић |  |
| 14. септембар 2022. 17.15 | Извештај | Четвртине: 27:20, 11:11, 18:31, 21:15, 16:8            |         |                                      | Мерцедес-Бенц арена, Берлин Гледаоци: 6.324 Судије: Адемир Зураповић, Мартинш Козловскис, Александар Глишић |  |
| 14. септембар 2022. 17.15 | Извештај | Поени: Ертел 20 Скокови: Гобер 14 Асистенције: Гобер 8 |         | Фонтекио, Спису 21 Полонара 6 Мели 7 | Мерцедес-Бенц арена, Берлин Гледаоци: 6.324 Судије: Адемир Зураповић, Мартинш Козловскис, Александар Глишић |  |

| 14. септембар 2022. 20.30 | Извештај | Словенија                                                 | 87 : 90 | Пољска                           | Мерцедес-Бенц арена, Берлин Гледаоци: 7.852 Судије: Антонио Конде, Мартин Хорозов, Керем Баки |  |
| 14. септембар 2022. 20.30 | Извештај | Четвртине: 26:29, 13:29, 24:6, 24:26                      |         |                                  | Мерцедес-Бенц арена, Берлин Гледаоци: 7.852 Судије: Антонио Конде, Мартин Хорозов, Керем Баки |  |
| 14. септембар 2022. 20.30 | Извештај | Поени: Чанчар 21 Скокови: Дончић 11 Асистенције: Дончић 7 |         | Поњитка 26 Поњитка 16 Поњитка 10 | Мерцедес-Бенц арена, Берлин Гледаоци: 7.852 Судије: Антонио Конде, Мартин Хорозов, Керем Баки |  |

### Полуфинале
| 16. септембар 2022. 17.15 | Извештај | Пољска                                                                | 54 : 95 | Француска                  | Мерцедес-Бенц арена, Берлин Гледаоци: 11.563 Судије: Саверијо Ланцарини, Мартинш Козловскис, Лоренцо Балдини |  |
| 16. септембар 2022. 17.15 | Извештај | Четвртине: 9:15, 9:19, 18:30, 18:31                                   |         |                            | Мерцедес-Бенц арена, Берлин Гледаоци: 11.563 Судије: Саверијо Ланцарини, Мартинш Козловскис, Лоренцо Балдини |  |
| 16. септембар 2022. 17.15 | Извештај | Поени: Михалак, Слотер 9 Скокови: Цел 4 Асистенције: Схенк, Коленда 3 |         | Јабуселе 22 Фал 10 Ертел 6 | Мерцедес-Бенц арена, Берлин Гледаоци: 11.563 Судије: Саверијо Ланцарини, Мартинш Козловскис, Лоренцо Балдини |  |

| 16. септембар 2022. 20.30 | Извештај | Немачка                                                | 91 : 96 | Шпанија                       | Мерцедес-Бенц арена, Берлин Гледаоци: 14.073 Судије: Адемир Зураповић, Борис Крејић, Керем Баки |  |
| 16. септембар 2022. 20.30 | Извештај | Четвртине: 24:27, 27:19, 20:19, 20:31                  |         |                               | Мерцедес-Бенц арена, Берлин Гледаоци: 14.073 Судије: Адемир Зураповић, Борис Крејић, Керем Баки |  |
| 16. септембар 2022. 20.30 | Извештај | Поени: Шредер 30 Скокови: Обст 5 Асистенције: Шредер 8 |         | Браун 29 Фернандез 6 Гаруба 7 | Мерцедес-Бенц арена, Берлин Гледаоци: 14.073 Судије: Адемир Зураповић, Борис Крејић, Керем Баки |  |

### Утакмица за треће место
| 18. септембар 2022. 17.15 | Извештај | Немачка                                                    | 82 : 69 | Пољска                                | Мерцедес-Бенц арена, Берлин Гледаоци: 12.913 Судије: Антонио Конде, Јохан Росо, Керем Баки |  |
| 18. септембар 2022. 17.15 | Извештај | Четвртине: 19:14, 17:9, 18:26, 28:20                       |         |                                       | Мерцедес-Бенц арена, Берлин Гледаоци: 12.913 Судије: Антонио Конде, Јохан Росо, Керем Баки |  |
| 18. септембар 2022. 17.15 | Извештај | Поени: Шредер 26 Скокови: Фојтман 9 Асистенције: Фојтман 6 |         | Соколовски 18 Балцеровски 6 Слотер 10 | Мерцедес-Бенц арена, Берлин Гледаоци: 12.913 Судије: Антонио Конде, Јохан Росо, Керем Баки |  |

### Финале
| 18. септембар 2022. 20.30 | Извештај | Шпанија                                                          | 88 : 76 | Француска                  | Мерцедес-Бенц арена, Берлин Судије: Адемир Зураповић, Борис Крејић, Мартинш Козловскис |  |
| 18. септембар 2022. 20.30 | Извештај | Четвртине: 23:14, 24:23, 19:20, 22:19                            |         |                            | Мерцедес-Бенц арена, Берлин Судије: Адемир Зураповић, Борис Крејић, Мартинш Козловскис |  |
| 18. септембар 2022. 20.30 | Извештај | Поени: Ернангомез 27 Скокови: Ернангомез 8 Асистенције: Браун 11 |         | Фурније 23 Тарпи 9 Ертел 7 | Мерцедес-Бенц арена, Берлин Судије: Адемир Зураповић, Борис Крејић, Мартинш Козловскис |  |

## Награде
| 2. место Француска | Победник Европског првенства у кошарци 2022. Шпанија 4. титула | 3. место Немачка |

| Најкориснији играч (МВП) |
| ------------------------ |
| Гиљермо Ернангомез       |

## Најбоља петорка првенства
- Гиљермо Ернангомез
- Лоренцо Браун
- Руди Гобер
- Денис Шредер
- Јанис Адетокумбо

## Коначан пласман
| 1. место 2. место 3. место 4. место | Од 5. до 8. места Од 9. до 16. места Од 17. до 24. места |

| Финале                      |                     |     |    |    |       |       |      |    |
|                             | Шпанија             | 9   | 8  | 1  | 817   | 719   | +98  | 17 |
|                             | Француска           | 9   | 6  | 3  | 732   | 692   | +40  | 15 |
| Елиминисани у полуфиналу    |                     |     |    |    |       |       |      |    |
|                             | Немачка             | 9   | 7  | 2  | 828   | 751   | +77  | 16 |
| 4.                          | Пољска              | 9   | 5  | 4  | 694   | 764   | -70  | 14 |
| Елиминисани у четвртфиналу  |                     |     |    |    |       |       |      |    |
| 5.                          | Грчка               | 7   | 6  | 1  | 646   | 586   | +60  | 13 |
| 6.                          | Словенија           | 7   | 5  | 2  | 639   | 594   | +45  | 12 |
| 7.                          | Италија             | 7   | 4  | 3  | 687   | 642   | +45  | 11 |
| 8.                          | Финска              | 7   | 4  | 3  | 616   | 589   | +27  | 11 |
| Елиминисани у осмини финала |                     |     |    |    |       |       |      |    |
| 9.                          | Србија              | 6   | 5  | 1  | 552   | 455   | +97  | 11 |
| 10.                         | Турска              | 6   | 3  | 3  | 489   | 465   | +24  | 9  |
| 11.                         | Хрватска            | 6   | 3  | 3  | 496   | 484   | +12  | 9  |
| 12.                         | Украјина            | 6   | 3  | 3  | 498   | 490   | +8   | 9  |
| 13.                         | Црна Гора           | 6   | 3  | 3  | 460   | 463   | -3   | 9  |
| 14.                         | Белгија             | 6   | 3  | 3  | 456   | 471   | -15  | 9  |
| 15.                         | Литванија           | 6   | 2  | 4  | 533   | 514   | +19  | 8  |
| 16.                         | Чешка               | 6   | 2  | 4  | 504   | 529   | -25  | 8  |
| Елиминисани у групној фази  |                     |     |    |    |       |       |      |    |
| 17.                         | Израел              | 5   | 2  | 3  | 394   | 416   | -22  | 7  |
| 18.                         | Босна и Херцеговина | 5   | 2  | 3  | 412   | 438   | -26  | 7  |
| 19.                         | Естонија            | 5   | 1  | 4  | 368   | 382   | -14  | 6  |
| 20.                         | Бугарска            | 5   | 1  | 4  | 427   | 475   | -48  | 6  |
| 21.                         | Грузија             | 5   | 1  | 4  | 381   | 425   | -44  | 6  |
| 22.                         | Холандија           | 5   | 0  | 5  | 359   | 425   | -66  | 5  |
| 23.                         | Мађарска            | 5   | 0  | 5  | 382   | 469   | -87  | 5  |
| 24.                         | Велика Британија    | 5   | 0  | 5  | 321   | 453   | -132 | 5  |
| 24.                         | Укупно              | 152 | 76 | 76 | 12691 | 12691 | 0    |    |

## Статистика

### Играчи
| Играч               | Поена по утакмици |
| ------------------- | ----------------- |
| Јанис Адетокумбо    | 29,3              |
| Лаури Марканен      | 27,9              |
| Александар Везенков | 26,8              |
| Лука Дончић         | 26,0              |
| Денис Шредер        | 22,1              |

| Играч                | Скокова по утакмици |
| -------------------- | ------------------- |
| Александар Везенков  | 12,2                |
| Сандро Мамукелашвили | 11,0                |
| Јонас Валанчиунас    | 10,5                |
| Никола Јокић         | 10,0                |
| Руди Гобер           | 9,8                 |

| Играч          | Асистенција по утакмици |
| -------------- | ----------------------- |
| Деи Бост       | 8,4                     |
| Лоренцо Браун  | 7,6                     |
| Василије Мицић | 7,5                     |
| Кендрик Пери   | 7,2                     |
| Денис Шредер   | 7,1                     |

| Играч            | Блокада по утакмици |
| ---------------- | ------------------- |
| Јусуф Нуркић     | 2,0                 |
| Горги Шермадини  | 1,4                 |
| Ивица Зубац      | 1,3                 |
| Руди Гобер       | 1,2                 |
| Дени Авдија      | 1,2                 |
| Габријел Оласени | 1,2                 |

| Играч              | Украдене лопте по утакм. |
| ------------------ | ------------------------ |
| Свјатослав Михаљук | 2,2                      |
| Кендрик Пери       | 2,2                      |
| Лука Дончић        | 2,0                      |
| Никола Јокић       | 1,8                      |
| Ворти де Јонг      | 1,8                      |
| Томер Гинат        | 1,8                      |

| Играч               | Ефикасност по утакм. |
| ------------------- | -------------------- |
| Јанис Адетокумбо    | 32,7                 |
| Никола Јокић        | 31,7                 |
| Александар Везенков | 31,2                 |
| Лаури Марканен      | 30,4                 |
| Лука Дончић         | 27,1                 |

### Екипе
| Тим       | Поена по утакмици |
| --------- | ----------------- |
| Грчка     | 92,3              |
| Немачка   | 92,0              |
| Србија    | 92,0              |
| Словенија | 91,3              |
| Шпанија   | 90,8              |

| Тим       | Скокови по утакм. |
| --------- | ----------------- |
| Литванија | 42,0              |
| Хрватска  | 41,0              |
| Грузија   | 40,6              |
| Словенија | 39,6              |
| Украјина  | 37,5              |

| Тим     | Асистенције по утакм. |
| ------- | --------------------- |
| Чешка   | 25,2                  |
| Србија  | 22,7                  |
| Финска  | 22,4                  |
| Израел  | 22,2                  |
| Италија | 21,9                  |

| Тим                 | Блокаде по утакм. |
| ------------------- | ----------------- |
| Босна и Херцеговина | 4,4               |
| Грчка               | 4,3               |
| Грузија             | 3,8               |
| Украјина            | 3,7               |
| Француска           | 3,0               |
| Мађарска            | 3,0               |
| Холандија           | 3,0               |

| Тим       | Украдених лопти по утакм. |
| --------- | ------------------------- |
| Грчка     | 9,1                       |
| Италија   | 9,1                       |
| Србија    | 8,7                       |
| Шпанија   | 8,1                       |
| Словенија | 7,6                       |

| Тим       | Ефикасност по утакм. |
| --------- | -------------------- |
| Србија    | 112,3                |
| Грчка     | 107,6                |
| Шпанија   | 106,3                |
| Немачка   | 102,1                |
| Словенија | 101,7                |